# Saint-Genix-les-Villages
Saint-Genix-les-Villages est une commune nouvelle située dans le département de la Savoie, en région Auvergne-Rhône-Alpes, créée le 1er janvier 2019.
Elle est issue de la fusion des communes de Gresin, Saint-Genix-sur-Guiers et Saint-Maurice-de-Rotherens.

## Géographie

### Communes limitrophes
| Brégnier-Cordon (Ain) | Champagneux                 | Loisieux Saint-Pierre-d'Alvey |
| Aoste (Isère)         | Saint-Genix-les-Villages    | Gerbaix Sainte-Marie-d'Alvey  |
| Romagnieu (Isère)     | Avressieux Belmont-Tramonet | Rochefort                     |

### Climat
Du fait de la présence du mont Tournier et du Rhône, la commune bénéficie d'un climat plus doux que les communes environnantes.

## Urbanisme

### Typologie
Au 1er janvier 2024, Saint-Genix-les-Villages est catégorisée commune rurale à habitat dispersé, selon la nouvelle grille communale de densité à sept niveaux définie par l'Insee en 2022.
Elle appartient à l'unité urbaine du Pont-de-Beauvoisin, une agglomération inter-départementale regroupant treize  communes, dont elle est ville-centre,,. Par ailleurs la commune fait partie de l'aire d'attraction de Chambéry, dont elle est une commune de la couronne,. Cette aire, qui regroupe 115 communes, est catégorisée dans les aires de 200 000 à moins de 700 000 habitants,.

### Risques naturels et technologiques

#### Risques sismiques
L'ensemble du territoire de la commune de Saint-Genix-les-Villages est situé en zone de sismicité n°4 (sur une échelle de 1 à 5), comme la plupart des communes de son secteur géographique.
| Type de zone | Niveau            | Définitions (bâtiment à risque normal) |
| ------------ | ----------------- | -------------------------------------- |
| Zone 4       | Sismicité moyenne | accélération = 1,6 m/s2                |

## Toponymie
Le nom de Saint-Genix peut faire référence à saint Genix, comédien, martyr à Rome sous Dioclétien, ou saint Genest (ou Genès), greffier, martyr à Arles, mort en 300. L'ajout du terme « les villages » évoquent la fusion des trois communes.

## Histoire
Créée par un arrêté préfectoral du 23 octobre 2018, elle est issue du regroupement des trois communes de Gresin, Saint-Genix-sur-Guiers et Saint-Maurice-de-Rotherens qui deviennent des communes déléguées. Son chef-lieu est fixé à Saint-Genix-sur-Guiers.
La fusion des trois communes a suscité quelques oppositions de la part de la population, notamment à Saint-Maurice-de-Rotherens où un collectif d'opposants s'est formé.

## Politique et administration

### Administration municipale
| Nom                            | Code Insee | Intercommunalité | Superficie (km2) | Population (dernière pop. légale) | Densité (hab./km2) |
| ------------------------------ | ---------- | ---------------- | ---------------- | --------------------------------- | ------------------ |
| Saint-Genix-sur-Guiers (siège) | 73236      | CC Val Guiers    | 12,27            | 2 376 (2016)                      | 194                |
| Gresin                         | 73127      | CC Val Guiers    | 5,01             | 375 (2016)                        | 75                 |
| Saint-Maurice-de-Rotherens     | 73260      | CC Val Guiers    | 8,17             | 215 (2016)                        | 26                 |

### Liste des maires
| Période         | Période  | Identité           | Étiquette | Qualité                                                                  |
| --------------- | -------- | ------------------ | --------- | ------------------------------------------------------------------------ |
| 9 janvier 2019, | mai 2020 | Joël Primard       | PS        | Chef d'entreprise retraité Maire de Saint-Genix-sur-Guiers (1995 → 2018) |
| mai 2020        | 2026     | Jean-Claude Paravy |           |                                                                          |

## Population et société

### Enseignement
Rattachée à l'académie de Grenoble, la commune compte un collège, le collège La Forêt. Il compte en 2020-2021, 5 classes de 6e, 7 classes de 5e, 6 classes de 4e et 6 classes de 3e.

### Médias
Historiquement, le quotidien à grand tirage Le Dauphiné libéré consacre, chaque jour, y compris le dimanche, dans son édition Chambéry / Aix-les-Bains, un ou plusieurs articles à l'actualité à la communauté de communes et du canton, ainsi que des informations sur les éventuelles manifestations locales, les travaux routiers, et autres événements divers à caractère local.